# 晶洞

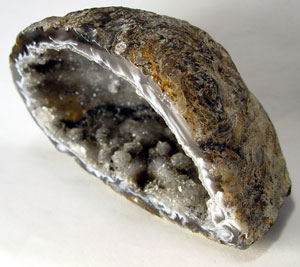
切开并打磨后的晶球

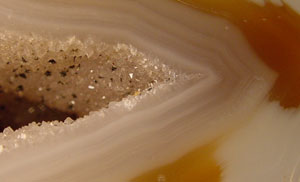
另一个切开并打磨后的晶球

晶洞，或称晶球，是一种在美国、巴西和墨西哥比较常见的地质构成，其实质上是岩石内部的气泡晶体构成，一般内部含有石英晶体和／或玉髓沉积，晶球的外部为石灰石或相关岩石。其他完全由晶体填充的被称作矿瘤。
地质学家目前为止对晶洞形成还没有广泛认同的理论，但相信晶洞可以在任何埋藏的空腔内形成。这些空腔可以是火成岩中的气泡、树根下的空穴，甚至动物挖的地洞。经过漫长时间，空腔的外壁变硬，溶解的硅酸盐和／或方解石沉积到内壁。再经过漫长的时间，缓慢渗入的矿物使得晶体在空腔内部结晶。随后，经过数百万年，晶洞随着地质运动回到地质表层。
多样的晶体大小、形状和颜色深浅使得每个晶洞都较为独特。一些是纯净的石英晶体，另一些则是深紫色的紫水晶。其他的可能是玛瑙、玉髓或碧玉等等。只有切开或打碎晶球才能确定它是否实心和到底含有什么晶体。